# Greg Baker
Gregory "Greg" Baker, född 16 april 1968 i Burnsville, Minnesota (uppväxt i Saint Paul, Minnesota), är en amerikansk skådespelare och musiker. Han har spelat Burger Pitt i TV-serien I'm in the Band.